# D'Entrecasteaux (croiseur)
Pour les articles homonymes, voir D'Entrecasteaux.
Le D'Entrecasteaux fut un croiseur protégé de 1re classe construit par la Marine française. Lancé en juin 1896, il fut mis en service en 1899 et retiré  en 1922.

## Histoire
Après sa période d'essais à l'arsenal de Toulon, il effectue une première campagne en Extrême-Orient de 1898 à 1903 pour la protection des Légations françaises de Pékin.
En 1906, il est utilisé pour exécuter des lignes de sonde entre Madagascar, La Réunion et l'île Maurice pour la pose d'un câble télégraphique. Durant ce voyage de nombreux échantillons des fonds marins sont recueillis par le professeur Julien Thoulet.  
En début de la Première Guerre mondiale il est affecté au blocus du canal d'Otrante en 1914, puis à la défense victorieuse du canal de Suez de 1915 à 1916.
Avec le Pothuau il est envoyé à Djibouti durant les troubles en Abyssinie. En fin de conflit il sert principalement d'escorteur entre les ports de Tarente et Itéa (Grèce).
Retiré du service en 1921-22 et désarmé, il est prêté et remorqué en Belgique jusqu'à Bruges. Il sert de caserne flottante au nouveau Corps de Torpilleurs et Marins. Il est rendu en février 1927.
En mars 1927, il est vendu à la Pologne. Basé à Gdynia, il est baptisé Król Władysław IV, puis Bałtyk en 1930. Indemne des premiers bombardements allemands sur la Pologne en 1939, il est utilisé comme ponton-caserne par les troupes allemandes. Il est envoyé à la ferraille en 1942.

## Liste des commandants
- Du 29 octobre 1898 à 1902 : Louis de Marolles.
- En 1903 : Alphonse Lecuve
- EN 1915 : Abel Revault

## Navires ayant porté le même nom
Il porte le nom du contre-amiral Antoine Bruny d'Entrecasteaux.
- Un aviso à hélices (1856)
- Un aviso colonial (1930)
- Un bâtiment océanographique[3](1970-2003)